# Гребля Узункаргали
Гребля Узункаргали – селезахисна споруда на півдні Казахстану.
Селеві явища є типовими для північних схилів Заілійського Алатау, тому тут споруджено цілий ряд захисних гребель, однією з яких є споруда на річці Узункаргали. Гребля, що стала до ладу в 1991 році, виконана як насипна споруда із місцевих матеріалів (пісок, гравій, глина) висотою 34 метра та довжиною 172 метра. Ширина греблі становить від 6 метрів (по гребеню) до 172 метрів (по основі). За проектом гребля Узункаргала має затримати до 0,75 млн м3 селевої маси.
4 січня 2006-го в ущелині Узункаргали зійшов незвичний сель. За 1 – 1,5 км вище від греблі утворився водо-льодовий потік, який заповнив селесховище, перевалив через греблю та завдав руйнувань ряду розташованих  нижче споруд, при цьому на пішохідному мосту загинуло кілька осіб.